# ディップメータ

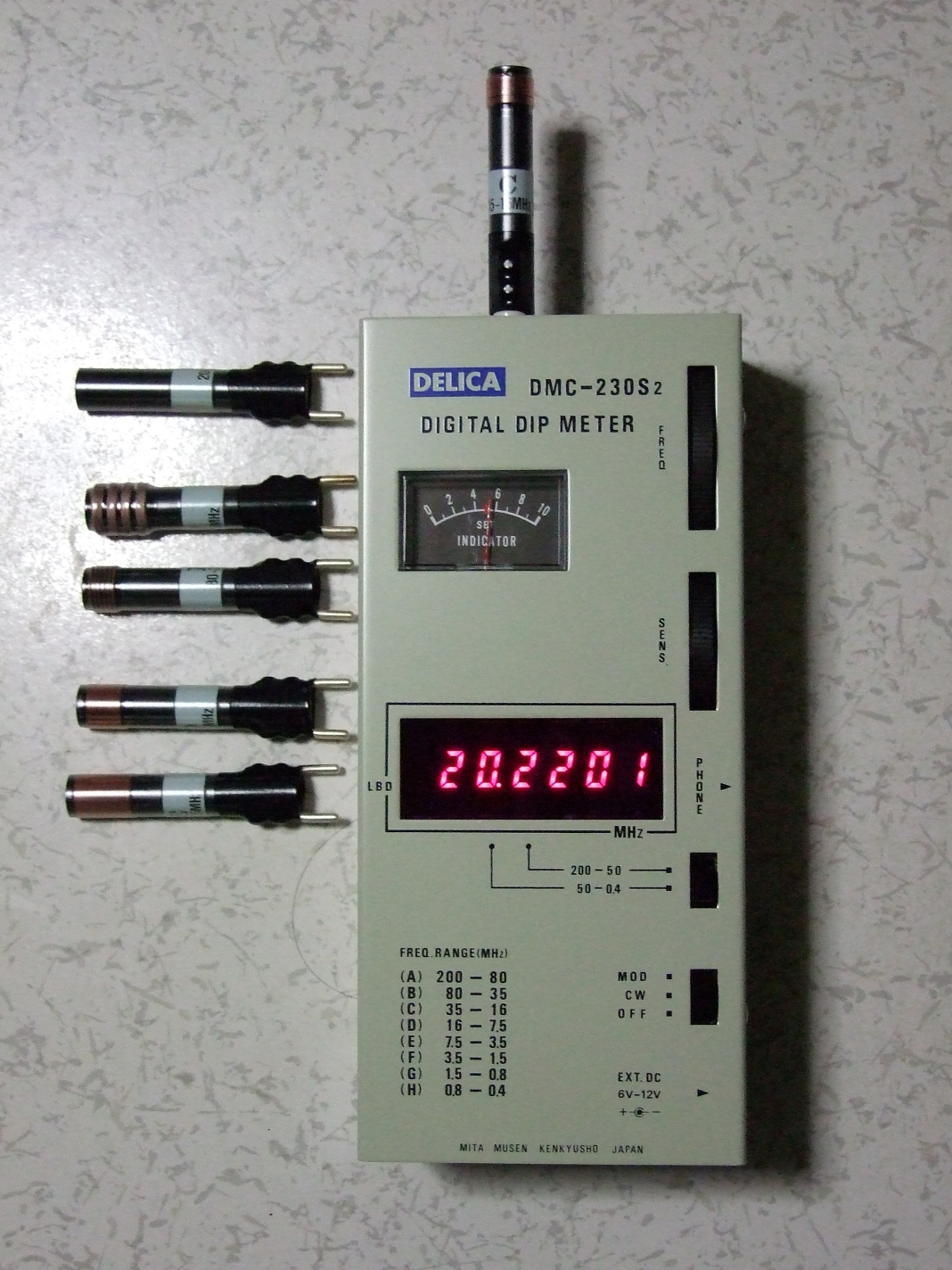
ディップメータと付属品の差し替え用プローブ・コイル（三田無線研究所株式会社 DELICA DMC-230S2）

ディップメータとは、共振回路やアンテナの共振周波数を測定する計測機器である。
発振回路として古くは真空管が用いられており、共振したことを真空管のグリッド電流の減少によって検出することから、グリッドディップメータ（GDM）とも呼ばれる。ディップメータのディップ dip（英語で「下がる」「探る」などの意）とは、メータの指示針が共振周波数で小さい値を指示することを言う。
ディップメータは、プローブ・コイルを対象物に近づけることにより磁場を誘導結合させて高周波の吸収量を測定する。ディップメータは発振器であり、その出力エネルギーが共振回路の近傍を変化させ、共振回路は発振回路が発生させた周波数に同調される。これは、共鳴箱の近くで音が発生された時に音が大きくなっていくことや、弦が同じ周波数に調律されることに、幾分に似ている。ディップメータの中心部は、測定される LC 共振回路に対して疎な誘導結合をするコイルを用いた、調整できる LC 回路である。共振現象は、ディップメータの指示針（ふつうはマイクロ電流計）がディップすることにより示される。

## 概要
発振回路と、その電気信号の振幅を示すメーターが内蔵されている。本体から外に突き出す形でプローブ・コイルが取り付けられており、必要に応じて交換可能になっている。本体には可変コンデンサを調整するダイヤルが付いており、プローブ・コイルに対応する発振周波数の目盛りが付いている（デジタル表示で周波数を読み取る機種もある）。
プローブ・コイルを目的とする回路やアンテナに近づけ、メーターの指針の振れが小さくなる周波数を探す。この周波数が共振周波数である。共振状態では外部からの電磁波を吸収する性質があるため、発振回路により生成された電気信号の振幅は小さくなるためである。

## 歴史
グリッド・ディップ・メータは1920年代に最初に開発され、真空管を用いて組み立てられていた。この道具は真空管のグリッド電流の値を測定していた。現代のディップ・メータはソリッドステートの機器であり、より多目的に使える。ソリッドステートの種類のディップ・メータは、半導体部品が使われていて、真空管のグリッド電流の代わりに測定されている電流のことを指して、ゲート・ディップ・メータ gate dip oscillator またはエミッタ・ディップ・メータ emitter dip oscillator と呼ばれることもある。

## 主な用途

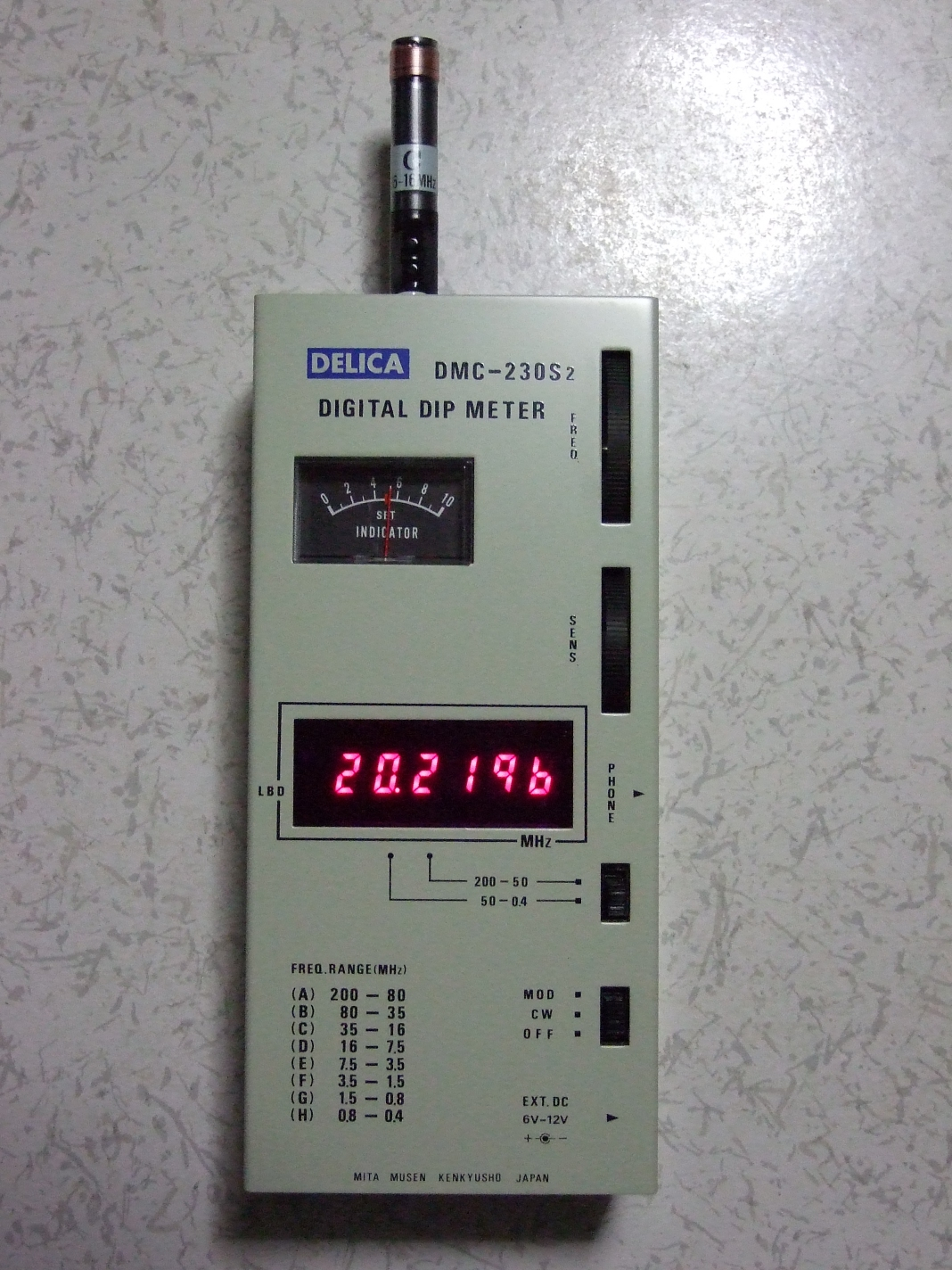
ディップメータ。測定準備ができた状態。インジケータの指示針は SET の位置にあり、ディップしていない。（三田無線研究所株式会社 DELICA DMC-230S2）

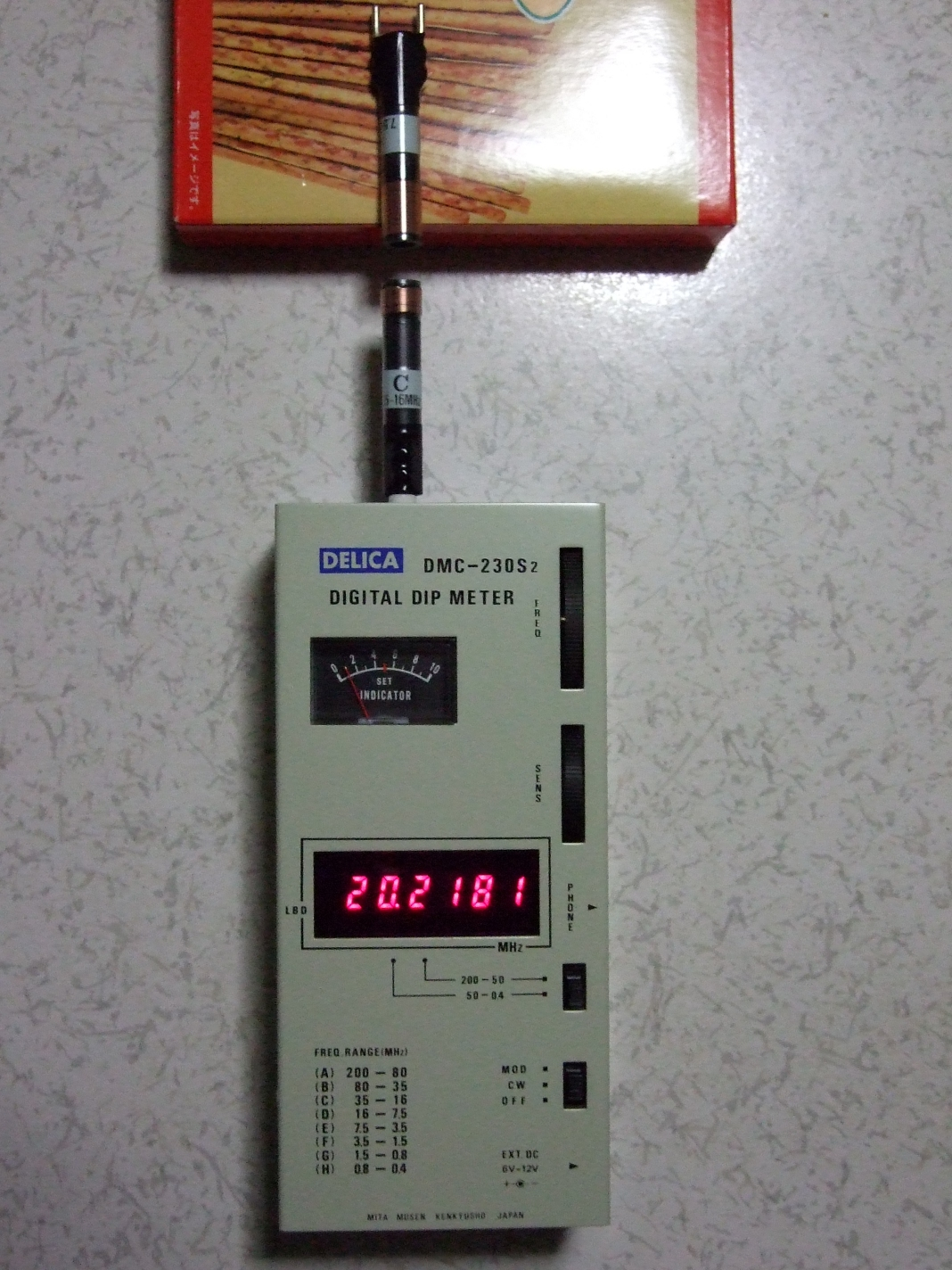
ディップメータ。付属プローブ・コイルの自己共振周波数を測定している。インジケータの指示針がディップしている。（三田無線研究所株式会社 DELICA DMC-230S2）

### LC 回路の共振周波数の測定
まず、密結合でディップする周波数を大まかに見つける。密結合のままだとディップの幅が広く測定対象の共振周波数を変えてしまうため、次に疎結合で小さく鋭くディップする周波数を探すと、正確な共振周波数が測定できる。

### 発振器の発振周波数の測定

#### ヘテロダイン法
ディップメータにイヤホン端子がある場合、そこにクリスタルイヤホンを接続し、プローブ・コイルを発振器に近づけ、ディップメータの発振周波数を調整する。発振器の発振周波数とディップメータの発振周波数とが一致すると、ヘテロダイン周波数計の原理でゼロ・ビート zero beat が得られる。ビート音が聞こえている場合、両周波数の差は数 kHz 以内であり、ゼロ・ビートになったときの差は 50 Hz 以下となる。この方法によれば、一般的な周波数カウンタでは測定不能な微弱な発信信号の周波数も正確に測定できる。
シグナル・ジェネレータのようにシールドが完全で、プローブ・コイルでは発信信号がピックアップできない場合は、発信器の出力端子からシールド線等で直接ディップメータの測定端子（機種によりそれぞれ）に接続し、上述の通りゼロ・ビートを確認して発信源の周波数を正確に測定できる。

#### 直接カウントする方法（デジタル・ディップメータのみ）
送信機のように出力信号が大きく、プローブ・コイルで発信信号を電磁結合によりピックアップできる場合は、ディップメータの発信を止め、プローブ・コイルで信号を受けて内蔵の周波数カウンタで発振周波数を計測する。この場合、発信源からの信号がディップメータの共振回路を通るので、信号源に高調波歪やノイズが含まれていても影響を受けず、基本波のみを正確に計測できる利点がある。

### 標準信号発生器として用いる
任意の周波数のマーカー発振器として使用することができる。デジタル周波数カウンタを内蔵している機種であれば、一般的な周波数の校正には十分正確である。アンテナ・インピーダンス・メータの信号源として使用する場合は、最大出力で発振させる。

### 水晶振動子の試験（デジタル・ディップメータのみ）
プローブ・コイルの代わりに水晶振動子を差し込み、発振出力を上げて周波数を測定する。この時に表示された周波数が水晶振動子の基本共振周波数である。発振出力を上げても発振しなければ、水晶振動子は不良品である。通常、周波数ダイアルは最高周波数にして試験をする。というのは、ディップメータの発振回路を構成する可変容量コンデンサは水晶振動子に並列に接続されている。周波数ダイアルを最高周波数にすると可変容量コンデンサの容量は最小となり、水晶振動子そのものの共振周波数により近い値を測定できるからである。発振出力を下げていくと、発振周波数や発振の強さが変化していく。これにより、その水晶振動子に最も適した発振周波数と並列容量の概略を調べることができる。

### 高周波領域で使用する L、C の測定（デジタル・ディップメータのみ）
高周波で使用するコイル（インダクタ）のインダクタンスL またはコンデンサ（キャパシタ）のキャパシタンスC を測定するには、それを使用する周波数において測定する必要がある。測定に必要な標準器は、100μH の標準コイルと 100 pF の標準コンデンサである。標準コイルには分布容量があるが、これは標準コイルに記されている。未知のインダクタンスまたは未知のキャパシタンスを測定するには、LC 回路の共振周波数を求める公式、
{\displaystyle f={\frac {1}{2\pi {\sqrt {LC}}}}\,\!}　　　　…… (1)
が利用できる。ここで、f [Hz] は共振周波数、L [H] はコイルのインダクタンス、C [F] はコンデンサのキャパシタンスである。

#### 未知のインダクタンスを求める
式(1)を L について変形すると、
{\displaystyle L={\frac {1}{4\pi ^{2}}}\times {\frac {1}{Cf^{2}}}\ \fallingdotseq 25.330\times 10^{-3}\times {\frac {1}{Cf^{2}}}\,\!}
となる。標準コンデンサは 100 pF なので、C = 100×10-12 F を代入し、ディップメータから読み取った周波数 f [Hz] を代入すれば、未知のインダクタンス L [H] を求めることができる。

#### 未知のキャパシタンスを求める
式(1)を C について変形すると、
{\displaystyle C={\frac {1}{4\pi ^{2}}}\times {\frac {1}{Lf^{2}}}\ \fallingdotseq 25.330\times 10^{-3}\times {\frac {1}{Lf^{2}}}\,\!}
となる。実際には標準コイルに分布容量 Cd [F] があるので、上式は次のようになる。
{\displaystyle C={\frac {1}{4\pi ^{2}}}\times {\frac {1}{Lf^{2}}}-C_{d}\ \fallingdotseq 25.330\times 10^{-3}\times {\frac {1}{Lf^{2}}}-C_{d}\,\!}
標準コイルは 100μH なので L = 100×10-6 H を、Cd [F] には標準コイルに示されている分布容量を、f [Hz] にはディップメータから読み取った周波数を代入することで、未知のキャパシタンス C [F] を求めることができる。

### L、C の測定
高い精度を求めなければ、上述の方法でアナログ・ディップメータでも未知のインダクタンスや未知のキャパシタンスを測定することができる。

### コイルの自己共振周波数の測定
コイルには分布容量があるため、それ自身で共振する。この時の周波数を自己共振周波数という。測定対象のコイルに何も接続しないで、前述の#LC 回路の共振周波数の測定の方法でコイルの自己共振周波数を測定することができる。上述の#未知のインダクタンスを求めるの方法などで測定対象のコイルのインダクタンスが分かれば、自己共振周波数とコイルのインダクタンスとから、そのコイルの分布容量を測定することができる。

## 応用例
ディップメータは、共振回路、フィルタ、アンテナの特性を測定するために、アマチュア無線家により幅広く使用されてきている。反面、プロの開発業務で使用されることは稀である。